# Gala Briê
Gabriela Gastelumendi Gonçalves (Lima, 26 de enero de 1986), conocida por su nombre artístico Gala Brie, es una cantante, compositora y actriz peruana - brasileña radicada en Lima, Perú. Logró consolidar su carrera artística en el pop y rock alternativo con su proyecto musical y es recordada por protagonizar la telenovela Avenida Perú, interpretando a María Alejandra Monteverde. 

## Biografía

### Primeros años
Nació el 26 de enero de 1986 en Lima, bajo el nombre completo de Gabriela Gastelumendi Gonçalves. Su madre es una abogada y terapeuta brasileña y es la hija del reconocido psiquiatra y psicoanalista Eduardo Gastelumendi Dargent. En sus primeros años, mostró interés por el arte especialmente en la música, el canto, la actuación y la interpretación. Estudió en el Conservatorio Nacional de Música, retirándose años más tarde, para estudiar música popular en la desaparecida escuela de música de la PUCP. En el 2013, mientras actuaba en una obra de teatro infantil, audicionó para su primera telenovela. 

### Trayectoria
Comenzó su carrera artística en el año 2009 como actriz, participando en la película El premio. Más tarde, en el año 2013 fue protagonista de la telenovela Avenida Perú de ATV, bajo el personaje de María Alejandra Monteverde y comparte el rol junto a los actores Gerardo Zamora y Nidia Bermejo. Tuvo una breve participación en el reality show del mismo canal Combate en ese año, usando el nombre del personaje de la telenovela.
Durante esa época, Gastelumendi apostaría por el rock alternativo, formando parte del elenco principal de la banda musical femenina Las Amigas de Nadie, en el cual realizó giras internacionales en México. Seguidamente, fue invitada por el presentador Álamo Pérez-Luna en el programa televisivo Hasta mañana como entrevistada.
Emprende una carrera como solista a partir de 2015, bajo el nombre artístico de Gala Briê, logrando desempeñarse como cantante y compositora. El 10 de diciembre de 2015, lanza su álbum debut Intensos instantes bajo la producción musical de Alejandro León y fue telonera de los conciertos de la banda británica Coldplay y la cantante estadounidense Katy Perry en el Perú. Además de ello, firma un contrato con la disquera Universal Music. Según en su entrevista para el portal El Comercio, afirmó que definió su estilo musical como «pop inteligente». 
En el año 2016, fue parte del concierto Vivo × el Rock, realizado en el estadio de la Universidad Nacional Mayor de San Marcos. Adicionalmente, se presentó en el Festival Primavera Sound en ese año y Festival ContraCorriente en 2018. Su estilo musical es influenció en la banda musical argentina Soda Stereo.
Fue telonera del concierto de Miranda! en su país en 2018 En el 2019 lanza los sencillos «Distancia» y «Cuando regrese el miedo». También se muda por un breve periodo a Los Ángeles, lugar donde radicó hasta poco antes del brote del COVID-19. 
En el año 2020, estrenó los sencillos "Otro tiempo" e "Inacable existencia", ambas canciones coproducidas por Rafi Benavides. Estas canciones que acompañaron el sentimiento de encierro e incertidumbre que colmaba en ese año.
En el año 2022 lanzó el EP tributo al Rock Peruano titulado "El Tiempo Dirá" en el que contó con la colaboración del fallecido cantante y actor Diego Bertie. También realizó versiones de canciones de Zen, Mar de Copas, Amén y Miki González. Durante esa época, participó en el Festival Perú Central.
Al año siguiente, estrena el sencillo "Antena parabólica", un bolero tropical producido por Favio Velarde, cuyo videoclip fue dirigido por Gala Brie e Hilda Melissa.
Desde el año 2025 es panelista en el programa de Youtube Chocochifle Show, fundado por Carlo Parodi (Cheesy Chainz), Diego Coronado (D.A.C.) y Mikel De La Puente (Mad V Mike), donde cuenta con su propio espacio los días lunes llamado Fala Gala, junto a Cheesy Chainz y D.A.C.

### Álbum de estudio
- 2015: Intensos instantes
- 2025: Podría besar tu sombra[11]

### Sencillos de estudio
- 2016: Soy fuego (Lady de hoy)
- 2017: Inmortal
- 2018: Parece que fue ayer
- 2019: Parece que fue ayer (remix)
- 2019: Solar
- 2019: Distancia
- 2019: Cuando regresé el miedo
- 2020: 9Amor
- 2021: Inacabable inexistencia
- 2022: ¡Qué difícil es amar!
- 2022: Decir adiós
- 2023: Antena parabólica
- 2023: Landor
- 2023: Las historias
- 2023: Mientras sienta que existo
- 2024: Otro tiempo
- 2024: Qué pena, qué lindo
- 2024: Porque tú
- 2024: Me voy haciendo realidad (remix)

## Filmografía

### Televisión
- Avenida Perú (2013), María Alejandra Monteverde Parodi (protagonista).
- Combate (2013), competidora.

### Cine
- El premio (2009), rol principal.